# 진천 산수리 마애여래좌상
진천 산수리 마애여래좌상(鎭川 山水里 磨崖如來坐像)은 충청북도 진천군 덕산읍 인화리에 있는 고려시대의 마애불이다. 1998년 1월 9일 충청북도의 문화재자료 제20호로 지정되었다.

## 개요
충청북도 진천군 산수리에 있는 이 여래좌상은 커다란 암석에 상반신만 두껍게 돋을새김하였다.
얼굴 생김새는 원만한 인상이며, 귀는 길게 늘어져 있고, 목에는 3줄의 주름인 삼도(三道)가 표현되어 있다. 얼굴 위로 연꽃줄기 위에 앉아 있는 3구의 작은 부처를 배치하고 있는 점이 특이하다.
하반신을 조각하지 않은 점 또한 특이하며, 전체적인 선이 둥글어 원만한 인상을 보여주고 있다. 이러한 신체 표현은 충청북도 진천 지역의 불교 조각 양식을 잘 보여주는 것이다.

## 참고 자료
- 진천 산수리 마애여래좌상 - 국가유산청 국가유산포털